# City of Edinburgh
City of Edinburgh är en av Skottlands kommuner. Kommunen gränsar mot West Lothian, Midlothian och East Lothian. Hela kommunen har status som city (stad) och lieutenancy area (ståthållarskap) men omfattar även flera andra orter utanför Skottlands huvudstad Edinburgh.

## Orter
- Balerno
- Dalmeny
- Edinburgh
- Ingliston
- Kirkliston
- Leith
- Portobello
- Ratho
- South Queensferry
- Straiton